# Eén zomer nog
Eén zomer nog is een hoorspel van Joan Timothy. Give Me One More Summer werd op 6 oktober 1971 door de BBC uitgezonden en vertaald door Yvonne Keuls. De TROS zond het uit op woensdag 14 april 1976, van 22:55 uur tot 23:55 uur. De regisseur was Rob Geraerds.

## Rolbezetting
- Paul van der Lek (Stephen)
- Els van Rooden (Anne)
- Simone Rooskens (Tess)
- Willy Ruys (Jack)

## Inhoud
In dit psychologische hoorspel vertelt de auteur het verhaal van een vrouw die met een ernstig gewetensconflict door het leven gaat. Een van haar kinderen, een mongooltje op tienerleeftijd, is een aantal jaren geleden opgenomen in een tehuis voor geestelijk gehandicapte kinderen. De vrouw, die tevoren dag en nacht bezig was met de verzorging van het kind, heeft de leegte die het vertrek van haar zoontje met zich meebracht, nooit goed kunnen aanvaarden. Nog dagelijks heeft zij te lijden onder een sterk gevoel van gewetenswroeging. Langzamerhand wordt de situatie voor haar een directe kwelling en zij verlangt van haar man en kinderen dat Ronnie, het mongooltje teruggehaald wordt naar huis. Dan blijkt dat man en dochter hiertegen bezwaren hebben. Daardoor ontstaan weer nieuwe spanningen in het gezin, omdat de standpunten van de moeder lijnrecht staan tegenover die van de vader en de enige dochter die nog thuis woont. Vooral ook omdat zij de vrouw ervan proberen te overtuigen dat Ronnie in het tehuis veel beter op zijn plaats is dan thuis, omdat hij in het gezin nu eenmaal anders wordt behandeld dan in het tehuis. Zij besluiten de definitieve beslissing nog een zomer lang uit te stellen…